# Colette Peignot

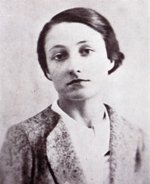
Colette Peignot

Colette Peignot (* 6. Oktober 1903 in Paris; † 7. November 1938 in Saint-Germain-en-Laye) war eine französische Schriftstellerin. Sie veröffentlichte überwiegend unter dem Pseudonym Laure, seltener als Claude Araxe (auch abgekürzt als C. Araxe), Lyrik, Prosa und politische Essays. Viele ihrer Werke blieben fragmentarisch und die meisten von ihnen wurde erst posthum veröffentlicht.

## Leben
Colette Peignot wuchs in einem streng katholischen und konservativen Elternhaus auf. Bereits als Jugendliche löste sie sich von der römisch-katholischen Kirche. 1914 fielen zu Beginn des Ersten Weltkrieges sowohl ihr Vater als auch drei ihrer Onkel. Im selben Jahr erkrankte Peignot an Tuberkulose; die Krankheit prägte ihr weiteres Leben und ihr ohnehin zu weiten Teilen autobiographisches literarisches Schaffen. Sie hatte Kontakt zu den Pariser Surrealisten, darunter Louis Aragon und Luis Buñuel. Nach Aufenthalten in Berlin, Leningrad und Moskau engagierte sie sich zunehmend in kommunistischen Gruppen und traf 1931 schließlich auf Georges Bataille, dessen Geliebte sie 1934 wurde. Sie wurde Mitglied der antifaschistisch-antiautoritären Geheimgesellschaft Acéphale, zu der neben Bataille auch Pierre Klossowski und Roger Caillois zählten. 1938 starb Laure im Beisein Batailles nach einem erneuten Tuberkulose-Schub.

## Wirken
Ähnlich wie bei ihrem Lebensgefährten Georges Bataille stehen auch in Laures Texten Momente der Transgression und der Überschreitung gesellschaftlicher Normen im Vordergrund.
Abgesehen von Texten in politischen Zeitschriften wie zum Beispiel Acéphale hat Laure nicht zu Lebzeiten publiziert. Vieles ist fragmentarisch geblieben. Einem öffentlichen Publikum wurden sie erst lange nach ihrem Tod 1938 zugänglich: 1971 erschienen Laures Écrits erstmals im Verlag Jean-Jacques Pauverts, eines Pariser Verlegers, der auch die Werkes des Marquis de Sade veröffentlichte und sich deswegen vor Gericht verantworten musste. Bataille trat damals als Fürsprecher Pauverts auf. Für die Veröffentlichung von Laures Schriften hatten sich wegweisende Intellektuelle der 1960er und 70er Jahre eingesetzt, etwa Hélène Cixous, Marguerite Duras und Simone de Beauvoir. Herausgegeben wurden sie schließlich von Jérôme Peignot, Laures Neffen, d. h. dem Sohn ihres Bruders. Dieser wiederum hat sich, wie Laure selbst, von seiner Familie losgesagt und durch Michel Leiris – einem engen Freund Batailles und Laures – von Laures Schriften erfahren.

## Werke in deutschen Ausgaben
- Laure (Colette Peignot): Schriften. Herausgegeben und übersetzt von Bernd Mattheus. Matthes & Seitz Verlag, München 1980. ISBN 3-88221-310-8.